# Carl Augustin Grenser
Carl Augustin Grenser (Dresden, 14 de desembre de 1794 - Leipzig, 26 de maig de 1864) fou un flautista, musicòleg i compositor alemany.
El fill gran del fabricant d'instruments Karl Augustin Grenser (1756-1814) era conegut des de primerenca edat com un nen prodigi. Ja a l'edat de sis anys, va aparèixer públicament amb el seu pare com a flautista. A l'edat de nou anys va aparèixer en concerts. Quan era adolescent va actuar des de 1806 fins a 1808 a la temporada de bany a la Spa Orchestra Teplitz. De 1810 a 1813 va ser membre d'una orquestra a Dresden.
El 1814 va anar a Leipzig, on va ser el primer flautista de l'Orquestra Gewandhaus fins a 1855. Alhora, Grenser va començar a registrar cronològicament les activitats de l'orquestra, amb la qual va actuar per primera vegada el 24 d'octubre de 1814. El 1840 manuscrit complet de la seva història de la música, però sobretot la gran orquestra Conzert- i Teatre a Leipzig que ara es troba al Museu d'Història de la Ciutat. El treball, per al qual Grenser encara podia veure documents perduts, conté dades i fets que van més enllà de la història musical, i és una font important per a la història de la ciutat de Leipzig.
En 1815 va ser admès a la Lògia Maçònica Apol·lo. Grenser va viure a Leipzig. Tenia dos germans també a la Gewandhaus músics i membres de la Lògia Apol·lo eren violinistes i percussionistes Friedrich August Grenser (nascut el 6 de juliol de 1799 a Dresden - 10 de desembre de 1861 a Leipzig) i el violoncel·lista Friedrich Wilhelm Grenser (5 de novembre de 1805 a Dresden - 5 de gener de 1859 a Leipzig).
Carl Augustin Grenser parlava gairebé tots els idiomes europeus i era científicament molt educat. El 1843 es convertí en professor i inspector en el recent fundat Conservatori de Música.
Com a compositor, Grenser tan sols apareix amb tres duos per a flauta (Opus 1).
El 1815 va ser admès a la Lògia Maçònica Apol·lo. Grenser va viure a Leipzig, a la Stadtpfeifergäßchen (avui Magazingasse), a Burgstraße 143 i finalment a Neukirchhof 5 (avui Matthäikirchhof). Va tenir dos germans que també eren músics de Gewandhaus i membres de l'Apollo Lodge, el violinista i timbalista Friedrich August Grenser (1799 - 1861) i el violoncel·lista Friedrich Wilhelm Grenser (1805 - 1859).